# Närsynthet
Närsynthet, myopi, är ett synfel i ögat som gör att man ser bra på nära håll men inte på långt håll. Närsynthet orsakas i allmänhet av ärftliga faktorer, men även miljöfaktorer har betydelse.
Optiskt beskrivs närsynthet som att ögats brytande system är för starkt i förhållande till axellängden (avståndet från linsen till näthinnan). Det vanligaste symptomet är en nedsättning av avståndssynskärpan, samt ett bra seende på nära håll, därav den svenska benämningen närsynthet. Felet avhjälps med konkava linser. En person med myopi kan vanligen se närliggande objekt klart men objekt på avstånd blir suddiga. Motsatsen till myopi är översynthet, hyperopi.
Myopi förekommer hos cirka 30 % av befolkningen i Norden. Ungefär en fjärdedel av den vuxna befolkningen i USA har myopi. I länder som Japan, Singapore och Taiwan, är så många som mellan hälften och en tredjedel av den vuxna befolkningen närsynt.
Myopi mäts i dioptrier (D); och anges som styrkan på det korrektionsglas som måste användas för att bilden skall återges skarpt på näthinnan. Myopi på -6,00 dioptrier eller mer räknas som stark, eller allvarlig, myopi. Personer med hög myopi löper större risk för mer akuta ögonproblem såsom näthinneavlossning eller glaukom. Närsynta har också större frekvens av glaskroppsgrumlingar, som upplevs som svarta prickar som vandrar ("floaters")(mydesopsia).

## Närsynthet i Sverige
En studie från 1936 på svenska rekryter fann att 8,9% var närsynta (>= -0,5D).
2000 studerades 12-13-åringar i Göteborg; 49,7% var närsynta (>= -0,5D) på minst ett öga, och 38% var närsynta på båda ögonen. 23,3% behövde glasögon.
En studie 2009 på svenska rekryter i 17 - 23-årsåldern fann att 37,7% var närsynta (>= -0,5D) på båda ögonen.

## Närsynthet i Kina
År 2014 bedöms närmare 80 % av 16- till 18-åringar i Kina vara närsynta, varav en femtedel vara mycket närsynta, det vill säga att allt över ett avstånd på 16 centimeter är suddigt.  Över hela Östasien är andelen närsynta ungdomar hög. Orsaken anses snarare vara social än genetisk, och sammanhängande med andelen tid som barn och ungdomar tillbringar inomhus med studier, läsning och utnyttjande av elektroniska apparater, i jämförelse med tid utomhus. Tid tillbringad utomhus har ansetts som central orsaksfaktor till den höga andelen närsynthet, beroende på att exponering gentemot dagsljus gör att retinan utlöser ett kemiskt medel som minskar takten i ökning av ögats axialled, vilket är den faktor som oftast orsakar närsynthet för barn och ungdomar.

## Ackommodation
Ackommodation innebär att ögonlinsens brytkraft ändras. Detta sker genom att en ringformad muskel runt linsen ändrar sin grad av spänning, tonus, för att linsen ska anpassa sig till det observerade föremålets avstånd så att den bild av föremålet som faller på näthinnan är skarp. 

### Mekanism
De aktiva komponenterna i ögats brytande system är den inneboende fjädringsförmågan hos linsen och själva ögongloben i kombination med de muskler som kan reglera dessas form. Linsen är en konvex, fjädrande skiva som själv strävar att inta så sfärisk form som dess elasticitet medger. Linsen är upphängd inne i den ringformiga ciliarmuskeln. Ciliarmuskelns diameter är som störst när den är avslappnad, och minskar när den anspänns. Linsen är fäst i ciliarmuskeln via trådar som är sträckta när muskeln är avslappnad, och slaknar när muskeln anspänns. När blicken fästs på föremål långt bort, slappnar ciliarmuskeln av helt, och trådarna drar ut linsen maximalt. I det läget blir inte närsyntas lins smal nog för att bilden på näthinnan ska bli skarp.

## Teorier om ärftlighet och miljö
- Genetiska faktorer – Den mest omfattade teorin för orsaken till uppkomsten av myopi är att det är i huvudsak ärftligt. Uppskattningar av ärftligheten av myopi har gett tal så höga som 89%, och nyligen gjord forskning har identifierat gener som kan vara orsaken; defekta varianter av PAX6-genen verkar vara kopplad till myopi i tvillingstudier. Enligt denna teori är ögat något förlängt som resultat av defekter under utvecklingen, vilket gör att bilden blir fokuserad framför näthinnan i stället för på denna. Myopi upptäcks vanligen före tonåren, mellan åtta och elva års ålder. Det förvärras vanligen gradvis när ögat växer i puberteten och avklingar sedan när personen når vuxen ålder.
- Miljöfaktorer – En amerikansk undersökning har visat att andelen närsynta ökat från att 1971-1972 varit 25% i åldrarna 12-54, till att 1999-2004 vara uppskattningsvis 41,6%.[6] Närsynthet har också ökat mycket i sydostasien på bara några generationer.[7] Detta antyder att det finns en betydande miljöpåverkan för närsynthet, eftersom genetiska förändringar inte rimligtvis kan vara så stora på så kort tid. På något sätt påverkar miljön balansen mellan ögats längd och linsens brytförmåga. Tidigare trodde man att den avgörande miljöpåverkan var i form av ökat närarbete, t.ex. läsning och datorarbete, men det sambandet har inte kunnat etableras. Istället tycks det vara så att barn som inte vistas tillräckligt mycket utomhus (runt 14 timmar per vecka) löper större risk att bli närsynta.[8] Mängden ljus tycks påverka hormonnivåer i ögat, vilket påverkar dess utveckling. För normalsynta barn tunnas linsen ut i takt med att ögat växer och blir längre, vilket gör att synskärpan bibehålls, men för närsynta avstannar denna uttunning vilket leder till närsynthet.[9]

### Äldre teorier om miljöpåverkan
- Det fanns två motsägande teorier om miljöfaktorers inverkan, vilka utgick från diametralt olika uppfattning om arbetssättet hos ciliarmuskeln som kontrollerar ögonlinsen. Båda fastslår dock att muskelns felfunktion vanligen bottnar i att ögat fått anstränga sig mycket på korta avstånd, till exempel av att läsa böcker eller se på datorskärm.
  - Den ena menar att myopi orsakas av försvagad ciliemuskulatur. Den svaga muskeln förmår inte att anpassa ögonlinsen tillräckligt för att se klart på avstånd, vilket gör avlägsna föremål suddiga. Denna teori hävdar att muskeln är i arbete vid syn på långt håll. Eftersom ögat sällan får fokusera på avstånd, används muskeln sällan och blir som ett resultat, svag. Då korrektionslinser gör arbetet för ciliarmuskeln, menar anhängare av denna teori att korrektionsglas ytterligare försvagar muskeln och ökar problemet.
  - Den andra uppfattningen, företrädd av de svenska forskarna Ove Franzén och Hans Richter, anser i stället att ögat och muskeln ansträngs av det konstanta extra arbete, som ligger i seende på nära håll. Man hävdar att ciliarmuskeln under långvarig ackommodation kan hamna i ett tillstånd av kramp, så att den inte längre kan slappna av tillräckligt vid syn på håll.**En österrikisk undersökning av Drexler et al.[10] föreslår att ögat förlängs vid ackommodation, men att det orsakas av "en kontraktion av ciliarmuskeln som beror på ackommodationen”, inte genom att de yttre ögonmusklerna spänns. Även andra forskare är inne på en linje som kombinerar Franzéns & Richters ståndpunkt med en påverkan, som ger en förlängning av ögongloben.
  - Ett antal undersökningar har fastslagit ett samband mellan närsynthet och att ha gått högre utbildning[11][12] , och även samband med mer närsynthet för de som har bättre studieresultat. Detta antas beror på mer läsning på korta avstånd.
- Ändrade matvanor – Överkonsumtion av stärkelse och fett; en teori från 2002 föreslår [13] att myopi kan orsakas av överkonsumtion av bröd i barndomen. Liknande nya undersökningar visar att fyra av de ”farliga s” som orsakar högt blodtryck även verkar vara bidragande faktorer till närsynthet: 
  - Späckrik mat
  - Sockerrik mat
  - Stillasittande
  - Stress

## Motåtgärder
Myopi kan motverkas genom användningen av korrektionsglas, i form av glasögon och kontaktlinser. Myopi kan också korrigeras genom laserkirurgi (LASIK eller Lasek) eller genom kirurgi där en korrigerande lins placeras i ögat framför ögats egen lins. Korrektionslinserna har en negativ dioptri (dvs är konkava) vilket kompenserar för det myoptiska ögats alltför kraftiga brytning.
Barn som vistas utomhus tillräckligt mycket (10-14 timmar per vecka) under uppväxten löper mindre risk att bli närsynta.
De miljöfaktorförespråkare, som håller på en försvagad ciliarmuskel, rekommenderar olika varianter av ögonövningar för att stärka muskeln i stället för glasögon. Ett allvarligt problem med denna teori är att oftalmologer och medicinkunskapen anser att ciliarmuskeln används, när ögat fokuserar på nära håll och är "avslappnad" när ögat ackommoderar för seende på håll. 
De forskare, som menar att ögat ansträngs av det konstanta extra arbete, som muskeln utför vid seende på nära håll och "fastnar" i närläge, föreslår likaså att ögonövningar kan hjälpa till att lossa muskeln för seende på långt håll. Franzén & Richter har på 1990-talet demonstrerat ett par olika metoder med biologisk återkoppling, där patienter fått öva sig att kontrollera ciliarmuskelns spänning. Muskelns spänning har i ett fall mätts med laserinstrument och översatts till en ton, som övningarna gått ut på att söka sänka. Det har dock inte redovisats några vetenskapliga resultat av dessa försök.

## Aktuell forskning kring miljöfaktorpåverkan
Även om Franzén & Richter inte längre hörs i debatten, finns andra forskare och lobbygrupper som hävdar att den konventionella uppfattningen om närsynthetens orsaker inte bara är fel, utan att korrektionsglas till barn och unga även förvärrar problemet. Man skyller trögheten hos akademisk main-stream och optikindustrins intressen för att hindra korrekta behandlingsmetoder från att nå ut. Det finns dock inga rapporter som visar att graden av närsynthet skulle förändras över längre tid genom användning eller icke användning av glasögon.